# Ayuda simplificada para rescate EVA

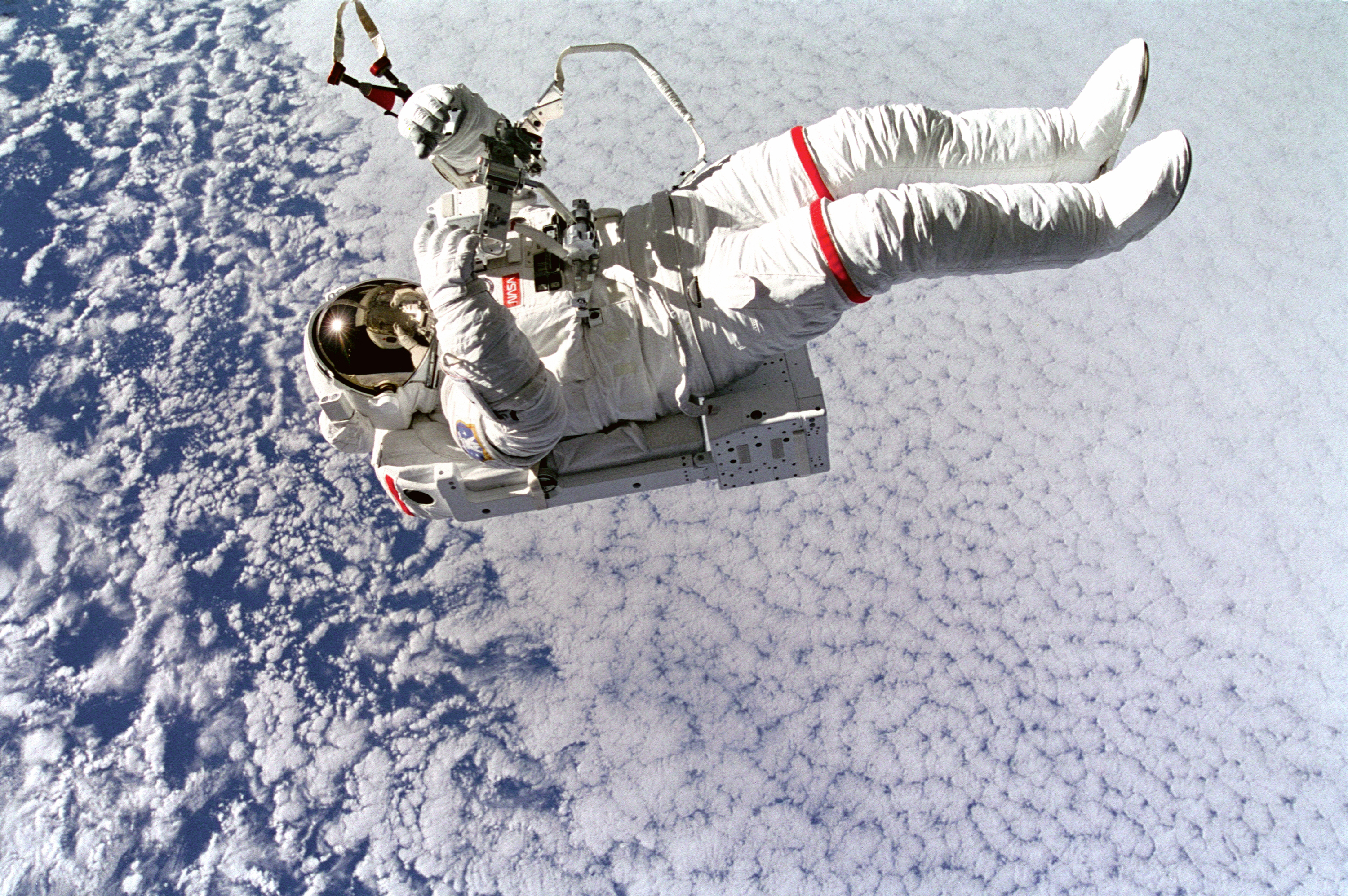
El astronauta Mark C. Lee flota libre en el espacio con el sistema SAFER.

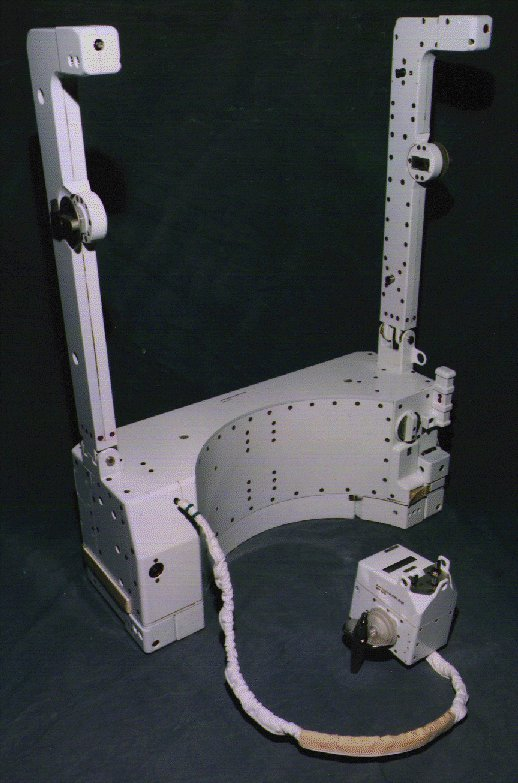
SAFER.

La Ayuda simplificada para rescate EVA (SAFER, Simplified Aid for EVA Rescue) es un pequeño sistema de mochila de propulsión autónomo usado para proporcionar movilidad de vuelo libre para un tripulante del transbordador espacial o de la Estación Espacial Internacional (EEI) durante las sesiones de actividad extravehicular (EVA). SAFER es una pequeña versión simplificada de la Unidad de Maniobra Tripulada (MMU) pensada para uso de contingencia durante los paseos espaciales.

## Aplicación
SAFER está diseñado para usarse como un dispositivo de auto rescate para los distintos miembros de una EVA en situaciones donde ningún vehículo pueda proporcionar la capacidad de rescate. Cada tripulante de la EEI que use una Unidad de Maniobra Tripulada lleva un SAFER. El SAFER fue desarrollado por la división robótica de la NASA (con su contratista) en el Johnson Space Center. Antes de la EEI, los planes de recates durante EVA eran maniobrar en el transbordador para recuperar al astronauta, pero como la pesada EEI no tiene este tipo de capacidad de maniobra, se decidió dar a los astronautas de EVA la habilidad de maniobrar ellos mismos. El SAFER se usó por primera vez en la STS-64 donde se llevó a cabo una prueba de vuelo sin amarres. El SAFER tiene una masa de aproximadamente 38 kg (83 lb) y puede proporcionar un delta-v total de al menos 3 m/s (10 ft/s).

## Complicaciones
El pestillo del lado izquierdo de la unidad SAFER se soltó durante una EVA realizada por el astronauta Piers Sellers durante la misión STS-121 mientras comprobaba las técnicas de reparación del transbordador. El pestillo había sido golpeado y desplazado de forma inadvertida.  Como precaución, Mike Fossum lo amarró a él y el paseo espacial continuó. En los subsiguientes paseos espaciales, los pestillos fueron asegurados con cinta Kapton, una especie de cinta adhesiva espacial, para prevenir que se abrieran sin querer. Se está diseñando una cubierta resistente para futuras misiones.